# I giorni dell'arcobaleno/Era di primavera
I giorni dell'arcobaleno/Era di primavera è un singolo di Nicola Di Bari pubblicato nel 1972; entrambi i brani furono inseriti nell'album I giorni dell'arcobaleno.

## I giorni dell'arcobaleno
I giorni dell'arcobaleno, scritto da Dalmazio Masini per il testo, da Nicola Di Bari e Piero Pintucci per la musica ed arrangiato da Pintucci, fu presentato al Festival di Sanremo 1972, nell'interpretazione dello stesso Di Bari, che vinse precedendo Come le viole cantata da Peppino Gagliardi e Il re di denari interpretata da Nada. Per Nicola di Bari si trattò del secondo successo consecutivo al Festival, dopo la vittoria dell'anno precedente con il brano Il cuore è uno zingaro in abbinamento con la stessa Nada.
Sempre nello stesso anno partecipò per l'Italia all'Eurovision Song Contest, quell'anno svoltosi a Edimburgo, e si classificò al sesto posto.
Nel 1994 Délcio Tavares incise una cover del brano per il mercato brasiliano nell'album Italianissimo II (ACIT, 60062250).
Nel 1998 Frank Michael registrò la versione francese dal titolo Le temps qu'il nous reste inserita nell'album Le Chanteur des amoureux (Flarenasch, 30443512)

## Classifica settimanale[2]
| Classifica (1972) | Posizione | Artista        |
| ----------------- | --------- | -------------- |
| Italia            | 2         | Nicola Di Bari |

## Classifica annuale[2]
| Classifica (1972) | Posizione | Artista        |
| ----------------- | --------- | -------------- |
| Italia            | 27        | Nicola Di Bari |

## Tracce
1. I giorni dell'arcobaleno
2. Era di primavera